# Strijd om Schildpadeiland
Strijd om Schildpadeiland (Frans: A nous la Tortue) is het 29e album uit de Belgische stripreeks Roodbaard naar een scenario van Jean Ollivier en getekend door Christian Gaty. Het stripalbum werd in 1995 uitgebracht.

## Het verhaal
De Zwarte Valk is teruggekeerd naar de Caraïben, na hun avonturen in de Indische Oceaan. Op de terugreis hebben ze een als Deen vermomde Spaanse brik veroverd. Aan boord vinden ze papieren waarin staat dat de Spanjaarden een kostbare "punchao" van de Inca's hebben gevonden: een met edelstenen ingelegde massief gouden schijf van zes voet uit een Inti-tempel. Roodbaard gaat op jacht naar het Inca-goud, maar zijn zoon Erik wil als kaper in dienst van Frankrijk blijven. Erik neemt het Spaanse schip in bezit en noemt het Le Cerf Volant (Het Vliegend Hert).
Wanneer Erik op het Franse Île de la Gonâve arriveert hoort hij dat Schildpadeiland is veroverd door de Spanjaarden, dat commandant de Pointis van Fort de Rocher is gevangengenomen en dat gouverneur de Roffet doodziek op bed ligt. Hij maakt bij de laatste zijn opwachting en wantrouwt meteen de aanwezige kruidendokter. Dit blijkt gerechtvaardigd wanneer later Enrique, een van Eriks mannen, deze Zoreole herkent als de Spaanse spion Gonzalo. Erik bedenkt een plan om Schildpadeiland te heroveren: met drie schepen wil hij landen op de Côte de Fer (IJzeren Kust), de met klippen omgeven noordzijde van het eiland. Tegelijkertijd laat hij Zoreole denken dat hij 's nachts via de baai Basse Terre het Spaanse fort wil aanvallen. De door de spion gewaarschuwde Spanjaarden houden de baai goed in de gaten, en ontdekken te laat dat de Fransen hen in de rug aanvallen. Het fort wordt heroverd en de Pointis wordt bevrijd. Enkele Spanjaarden, waaronder commandant Don Luis Ovando, kunnen vluchten met het schip San Iago. De Pointis beveelt Erik achter de Spanjaarden aan te gaan, daar het schip een grote hoeveelheid muntgeld aan boord heeft.

## Le Cerf Volant
Erik noemt zijn schip Le Cerf Volant, letterlijk vertaald "het vliegend hert", maar ook het Franse woord voor vlieger. Daarnaast was "Le Cerf Volant" ook de naam van een Frans schip dat in 1668 door de Engelsen bij Hispaniola werd veroverd. Nadat de "Oxford", het schip van de gouverneur van Jamaica en voormalige piraat Henry Morgan, was ontploft nam deze "Le Cerf Volant" in bezit. Hij doopte haar om tot "Satisfaction" en maakte het uiteindelijk zijn vlaggenschip.